# Abercorn (Schottland)
Abercorn (gälisch: Obar Chùirnidh) ist ein Weiler im Norden der schottischen Council Area West Lothian beziehungsweise in der traditionellen Grafschaft Linlithgowshire. Er liegt rund acht Kilometer östlich von Linlithgow und 15 Kilometer westlich des Zentrums von Edinburgh nahe dem rechten Ufer des Firth of Forth.

## Geschichte
Heute besteht der Weiler Abercorn nur aus wenigen Häusern. In der Vergangenheit kam dem Standort jedoch eine höhere Bedeutung zu. Bereits Beda der Ehrwürdige erwähnte im Jahre 696 den Parish „Aebercurnig“, einen Bischofssitz und Klosterstandort. Möglicherweise waren es Mönche des Klosters Lindisfarne, die im 7. Jahrhundert das Kloster gründeten. Um 685 wurde das Kloster wahrscheinlich temporär aufgegeben, möglicherweise infolge der Schlacht bei Dunnichen Mere, jedoch ab dem 8. Jahrhundert wieder genutzt. Oberflächlich sind heute keine Überreste des Klosters mehr sichtbar. Die Ursprünge der Abercorn Church gehen auf das späte 11. Jahrhundert zurück.
Im Jahre 1160, als Abercorn der Baronie Aberlady zugeschlagen wurde, befand sich in Abercorn eine Burg. Diese ging später an den Clan Douglas über und wurde 1455 durch Truppen Jakob II. zerstört. Die schottische Krone schenkte Claud Hamilton, 1. Lord Paisley Abercorn. Nach dessen Enteignung war es Jakob VI., welcher die Besitzverhältnisse der Hamiltons wiederherstellte. Claud Hamiltons Sohn James wurde zum ersten Earl of Abercorn erhoben. Direkt östlich der Ortschaft begannen 1699 die Arbeiten zum Bau von Hopetoun House, dem Sitz der späteren Earls of Hopetoun.

## Verkehr
Abercorn ist nur über Nebenstraßen an das Straßennetz angeschlossen. Südlich verläuft die A904 (Falkirk–South Queensferry) sowie die Autobahn M9. Mit dem Flughafen Edinburgh befindet sich ein internationaler Verkehrsflughafen rund acht Kilometer südöstlich.